# Baydarlı
Baydarlı är en ort i Azerbajdzjan.   Den ligger i distriktet Qax Rayonu, i den nordvästra delen av landet, 270 kilometer väster om huvudstaden Baku. Baydarlı ligger 213 meter över havet och antalet invånare är 368.
Terrängen runt Baydarlı är platt åt nordost, men åt sydväst är den kuperad. Närmaste större samhälle är Qax, 16,2 kilometer norr om Baydarlı.
Trakten runt Baydarlı består till största delen av jordbruksmark. Runt Baydarlı är det ganska glesbefolkat, med 38 invånare per kvadratkilometer.